# Remscheider Straße 97

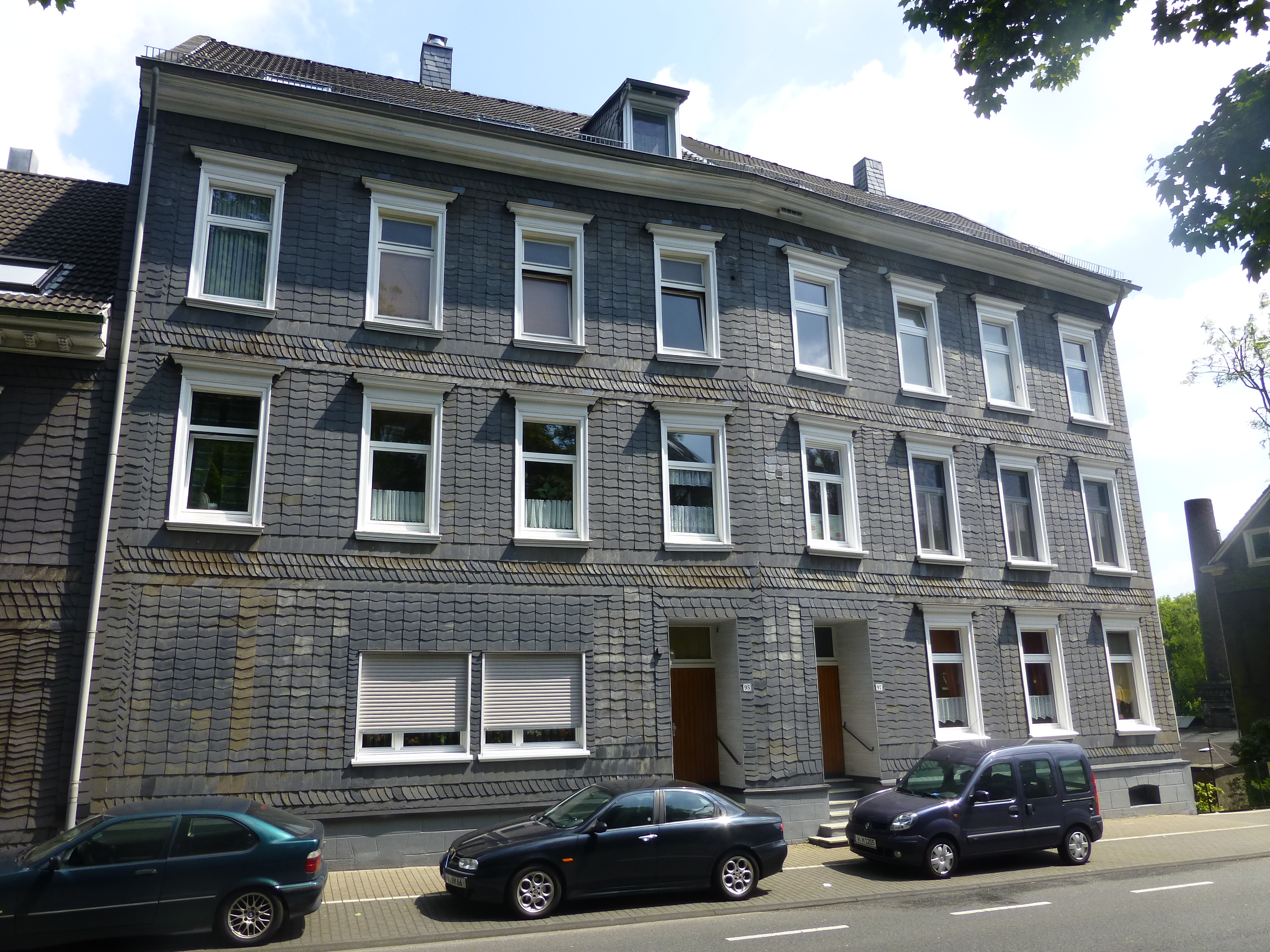
Wuppertal, Remscheider Straße 97 (rechter Teil des Doppelhauses, links im Bild das „Zwillingshaus“ Remscheider Straße 95), 2014

Das Haus Remscheider Straße 97 ist ein Baudenkmal in der bergischen Großstadt Wuppertal in Nordrhein-Westfalen.

## Lage und Historie

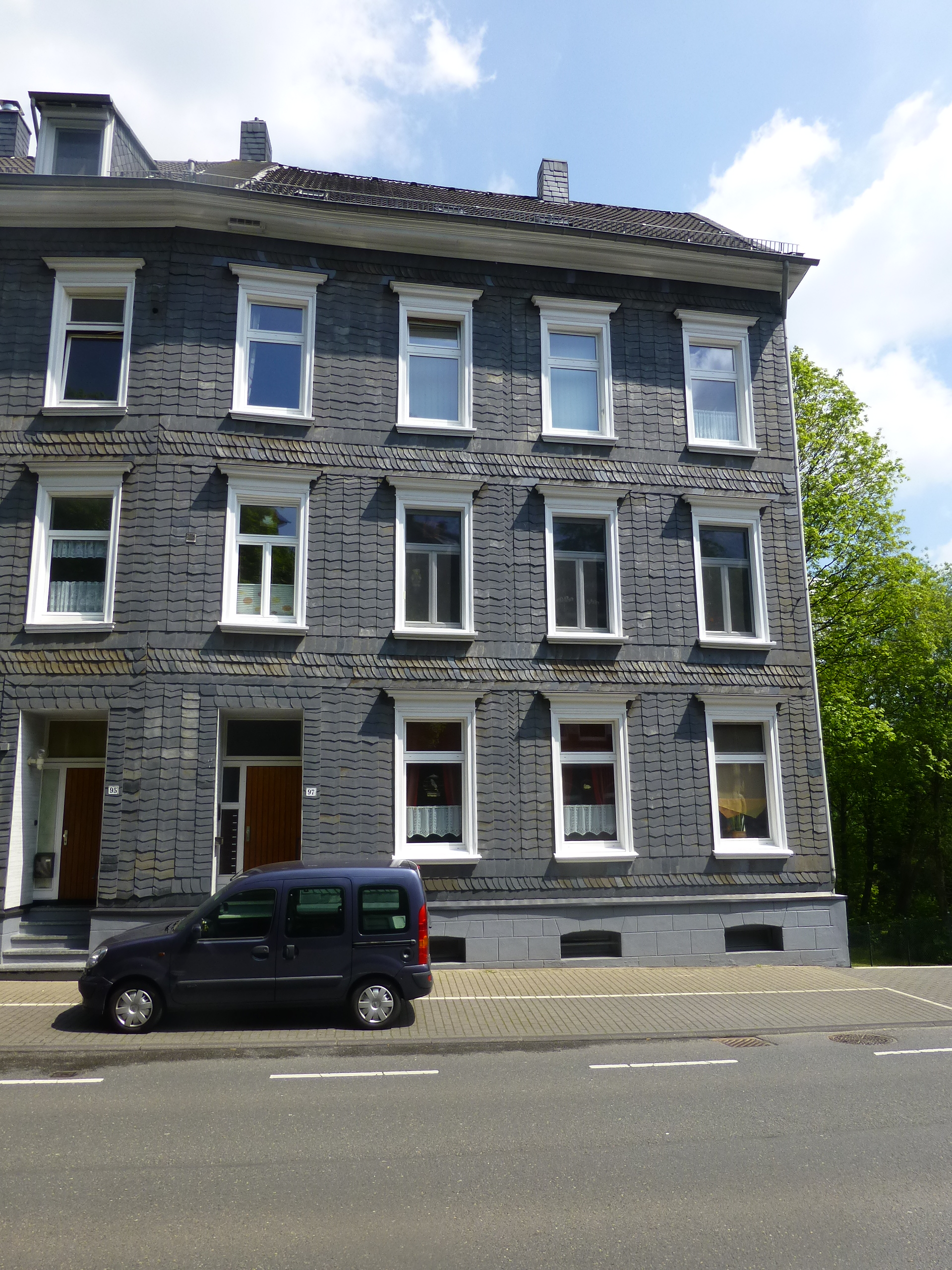
Wuppertal, Remscheider Straße 97, 2014

Das Gebäude steht im Ortsteil und Stadtbezirk Ronsdorf (Wohnquartier Schenkstraße) bei der Ortslage Hütte an der Remscheider Straße, der Ausfallstraße, die vom Ortszentrum Ronsdorfs nach Süden entlang des Leyerbachs über Clarenbach Richtung Remscheid führt. Das praktisch gleichzeitig im 19. Jahrhundert errichtete Wohnhaus Remscheider Straße 95 ist unmittelbar nördlich leicht abgewinkelt angebaut; beide Gebäude bilden als (fast) spiegelsymmetrisches Doppelhaus eine optische und historische Einheit. Weitere benachbarte Baudenkmale sind unter anderem das unmittelbar nördlich an das Zwillingshaus Remscheider Straße 95 angebaute Gebäude Remscheider Straße 93 sowie die Baudenkmale Remscheider Straße 101 und 103 (beide südlich gelegen) und nördlich im Straßenverlauf die Häuser Remscheider Straße 64, 64a, 66, 68 und 69.
Das im ausgehenden 19. Jahrhundert errichtete Doppelhaus gehört zu den eher wenigen Gebäuden in Ronsdorf und in dieser Straße, die den Luftangriff auf Ronsdorf im Mai 1943 weitestgehend unbeschadet überstanden haben.

## Beschreibung und heutige Nutzung

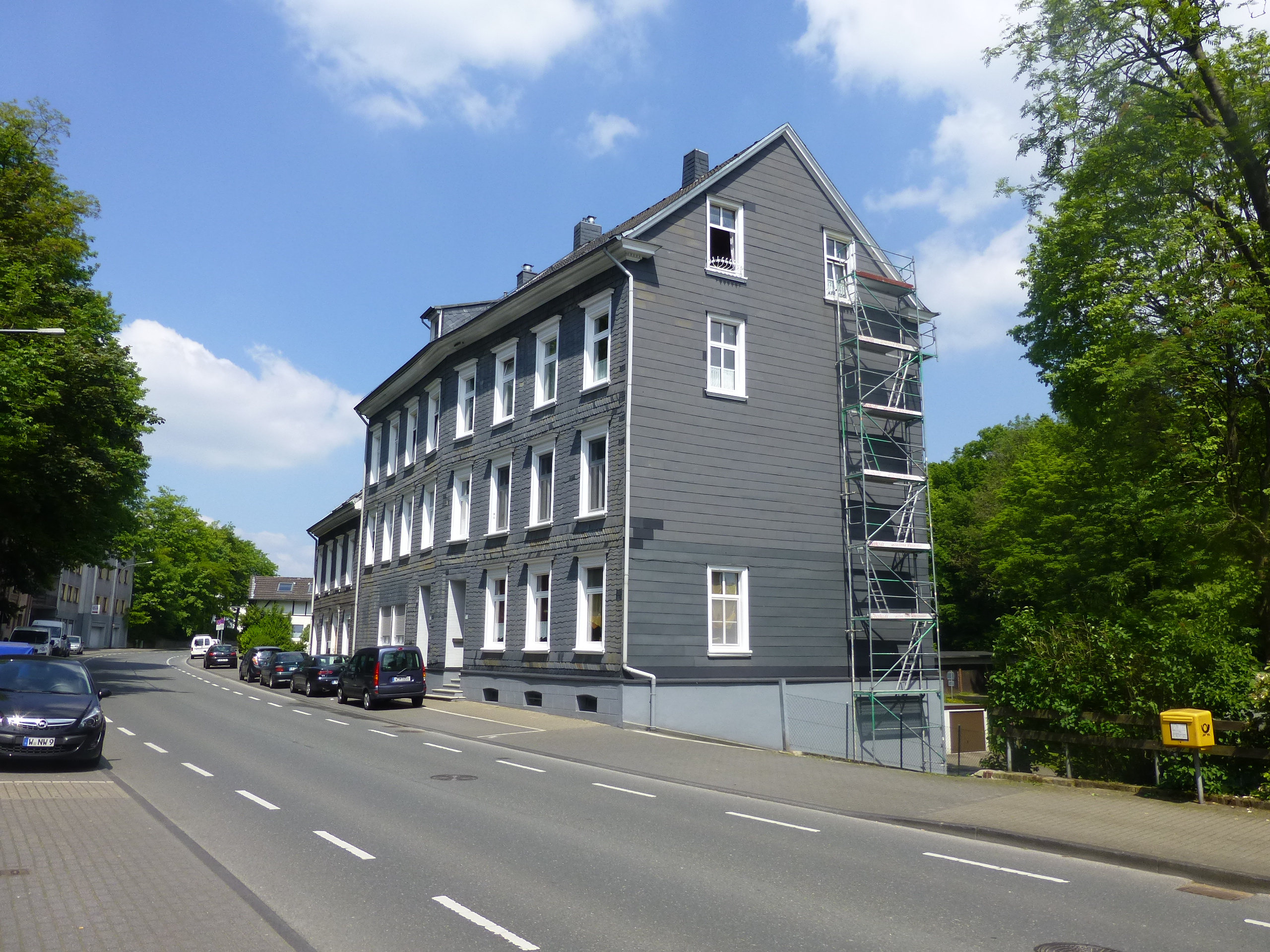
Wuppertal, Remscheider Straße 97 (Ansicht von Süden), 2014

Das Haus wurde auf einem aus Stein errichteten Kellergeschoss, das aufgrund der Hanglage von der Hofseite her ebenerdig zugänglich ist, in Fachwerkbauweise errichtet und ist gänzlich verschiefert. Es besitzt drei Vollgeschosse und ein ausgebautes Dachgeschoss. Dieses besitzt ein traufständiges Satteldach mit mehreren kleineren Dachflächenfenstern. Die Frontfassade besitzt im Erdgeschoss die Eingangstür und drei Fenster. In der ersten und zweiten Etage befinden sich jeweils vier Fensterachsen. Der rückseitig zum Hof hin ausgerichtete Anbau über drei Etagen beherbergt Teile des Treppenhauses und die ehemals üblichen Toiletten auf halber Etage.

## Denkmalschutz
Das gesamte Gebäude wurde am 5. November 1984 unter der Nummer 178 in die Denkmalliste der Stadt Wuppertal eingetragen.